# Nemuri Kyōshirō akujogari
Série Nemuri Kyōshirō
Nemuri Kyōshirō onna jigoku
(1968)
Pour plus de détails, voir Fiche technique et Distribution.
Nemuri Kyōshirō akujogari (眠狂四郎悪女狩り) est un film japonais réalisé par Kazuo Ikehiro, sorti en 1969. C'est l'adaptation du roman Nemuri Kyōshirō de Renzaburō Shibata. C'est le 12e film de la série Nemuri Kyōshirō avec Raizō Ichikawa. Ce film est la dernière œuvre dans laquelle Raizo Ichikawa interprète le rôle de Nemuri Kyōshirō.

## Fiche technique
- Titre original : Nemuri Kyōshirō akujogari (眠狂四郎悪女狩り?)
- Réalisation : Kazuo Ikehiro
- Scénario : Ichirō Miyagawa (ja), d'après le roman Nemuri Kyōshirō de Renzaburō Shibata.
- Photographie : Senkichirō Takeda
- Décors : Shigenori Shimoishizaka
- Musique : Takeo Watanabe
- Société de production : Daiei
- Pays d'origine :  Japon
- Langue originale : japonais
- Format : couleur - 2,35:1 - 35 mm - son mono
- Genres : chanbara - jidaigeki
- Durée : 81 minutes[3] (métrage : huit bobines - 2 220 m[3])
- Date de sortie :
  - Japon : 11 janvier 1969[3]

## Distribution
- Raizō Ichikawa : Nemuri Kyōshirō
- Shiho Fujimura ：Sayo
- Nahoko Kubo (ja) ：Nishikikōji
- Shinjirō Ehara (ja) : Kawaguchi Shuma
- Kayo Matsuo (ja) : Ochika
- Hideko Yoshida (ja) : Akane
- Saburō Date (ja) : Oranyaya Sōbei
- Yukiji Asaoka : Okiku
- Asao Koike : Itakura Shōgen

## SérieNemuri Kyōshirōavec Raizō Ichikawa
- 1963 : Nemuri Kyōshirō sappōjō (眠狂四郎殺法帖?) de Tokuzō Tanaka
- 1964 : Le Combat de Kyōshirō Nemuri (眠狂四郎勝負, Nemuri Kyōshirō shōbu?) de Kenji Misumi
- 1964 : Nemuri Kyōshirō engetsugiri (眠狂四郎円月切り?) de Kimiyoshi Yasuda
- 1964 : La Ballade de Kyōshirō Nemuri (眠狂四郎女妖剣, Nemuri Kyōshirō joyōken?) de Kazuo Ikehiro
- 1965 : Nemuri Kyōshirō mashōken (眠狂四郎魔性剣?) de Kimiyoshi Yasuda
- 1965 : Kyōshirō Nemuri : le sabreur et les pirates (眠狂四郎炎情剣, Nemuri Kyōshirō enjōken?) de Kenji Misumi
- 1966 : Nemuri Kyōshirō tajōken (眠狂四郎多情剣?) d'Akira Inoue
- 1966 : Nemuri Kyōshirō buraiken (眠狂四郎無頼剣?) de Kenji Misumi
- 1967 : Nemuri Kyōshirō burai hikae: Mashō no hada (眠狂四郎無頼控 魔性の肌?) de Kazuo Ikehiro
- 1968 : Nemuri Kyōshirō hitohadagumo (眠狂四郎人肌蜘蛛?) de Kimiyoshi Yasuda
- 1968 : Nemuri Kyōshirō onna jigoku (眠狂四郎女地獄?) de Tokuzō Tanaka
- 1969 : Nemuri Kyōshirō akujogari (眠狂四郎悪女狩り?) de Kazuo Ikehiro